# Natação nos Jogos Pan-Americanos de 2003 - Revezamento 4x100 m medley feminino
O evento dos 4x100 m medley feminino nos Jogos Pan-Americanos de 2003 foi realizado em 16 de agosto de 2003. 

## Medalhistas
| Ouro   | USA Diana MacManus Staciana Stitts Dana Vollmer Amanda Weir                |
| Prata  | CAN Joanne Malar-Morreale Kathleen Stoody Audrey Lacroix Elizabeth Collins |
| Bronze | MEX Danielle de Alba Adriana Marmolejo Atenas López Alejandra Galan        |

## Recordes
| Recorde mundial       | USA Estados Unidos    | 3:58.30 | 23 de setembro de 2000 | Sydney   |
| Recorde pan-americano | Predefinição:FlagPASO | 4:06.08 | 06 de agosto de 1999   | Winnipeg |

## Resultados
| Posição | Nação                    | Nadadores                                                                      | Eliminatórias | Eliminatórias | Final      |
| Posição | Nação                    | Nadadores                                                                      | Tempo         | Posição       | Tempo      |
| ------- | ------------------------ | ------------------------------------------------------------------------------ | ------------- | ------------- | ---------- |
| 1       | USA Estados Unidos       | ♦ Diana MacManus ♦ Staciana Stitts ♦ Dana Vollmer ♦ Amanda Weir                | 4:09.80       | 1             | 4:05.92 GR |
| 2       | CAN Canadá               | ♦ Joanne Malar-Morreale ♦ Kathleen Stoody ♦ Audrey Lacroix ♦ Elizabeth Collins | 4:18.36       | 2             | 4:13.72    |
| 3       | MEX México               | ♦ Danielle de Alba ♦ Adriana Marmolejo ♦ Atenas López ♦ Alejandra Galan        | 4:32.19       | 5             | 4:18.04    |
| 4       | BRA Brasil               | ♦ Paula Baracho ♦ Patrícia Comini ♦ Ivi Monteiro ♦ Flávia Delaroli             | 4:25.30       | 3             | 4:18.29    |
| 5       | PER Peru                 | ♦ ♦                                                                            | 4:33.30       | 6             | 4:29.74    |
| 6       | TRI Trinidad e Tobago    | ♦ ♦                                                                            | 4:34.24       | 7             | 4:31.47    |
| 7       | DOM República Dominicana | ♦ ♦                                                                            | 4:39.92       | 8             | 4:40.05    |
| 8       | JAM Jamaica              | ♦ ♦                                                                            | 4:30.39       | 4             | DQ         |
|         |                          |                                                                                |               |               |            |
| —       | PUR Porto Rico           | ♦ ♦                                                                            | DQ            | —             |            |